# Emily Beecham

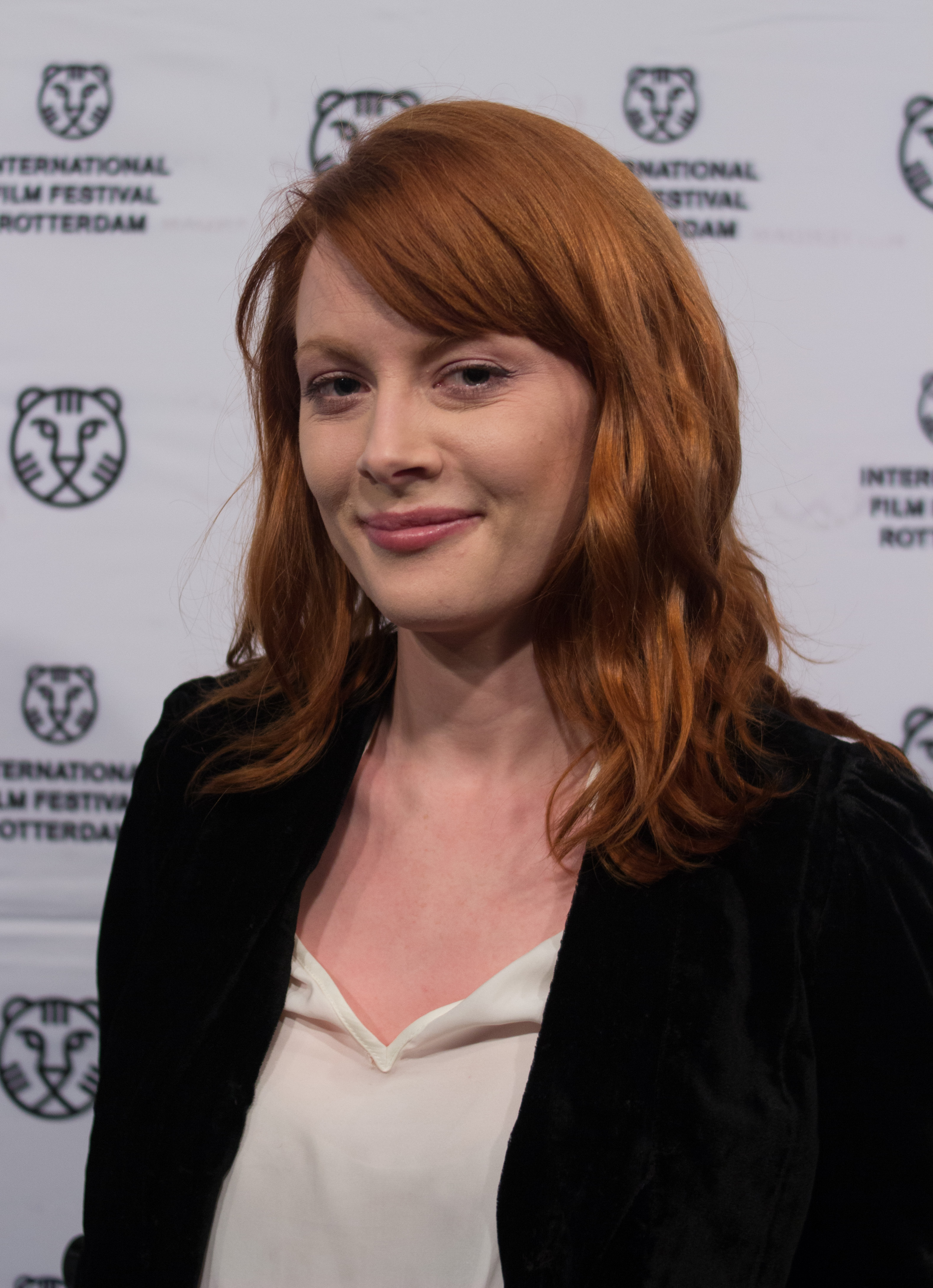
Emily Beecham (2017)

Emily Beecham (* 12. Mai 1984 in Wythenshawe, Manchester, Greater Manchester) ist eine britisch-US-amerikanische Schauspielerin.

## Leben und Karriere
Emily Beechams Mutter ist US-Amerikanerin aus Arizona und ihr Vater Brite aus Lincolnshire. Daher besitzt sie eine doppelte Staatsbürgerschaft. Sie schloss 2006 ihr Studium an der London Academy of Music and Dramatic Art erfolgreich ab.
Beecham wurde einem größeren Publikum 2007 durch die Rolle der Karen im Endzeit-Horrorfilm 28 Weeks Later bekannt. Beim London Independent Film Festival 2011 war sie in der Kategorie Beste Schauspielerin nominiert.

## Filmografie (Auswahl)
- 2006: Tödlicher Sommertrip (Bon Voyage, Miniserie)
- 2006: Afterlife (Fernsehserie, 1 Folge)
- 2007: The Innocence Project (Fernsehserie, 1 Folge)
- 2007: God’s Wounds (Kurzfilm)
- 2007: Footsoldier (Rise of the Footsoldier)
- 2007: 28 Weeks Later
- 2007: Party Animals (Fernsehserie, 1 Folge)
- 2007: Agatha Christie’s Marple – Bertram’s Hotel (At Bertram’s Hotel, Fernsehfilm)
- 2007: The Bill (Fernsehserie, 1 Folge)
- 2007: New Tricks – Die Krimispezialisten (New Tricks, Fernsehserie, 1 Folge)
- 2008: Lewis – Der Oxford Krimi – Der Kuss des Mondes (And the Moonbeams Kiss the Sea, Fernsehfilm)
- 2008: Tess of the D’Urbervilles (Miniserie, 2 Folgen)
- 2009: Unforgiven (Miniserie, 3 Folgen)
- 2009: The Street (Fernsehserie, 2 Folgen)
- 2009: Merlin – Die neuen Abenteuer (Merlin, Fernsehserie, 1 Folge)
- 2009: The Wednesday Matinee Club (Kurzfilm)
- 2009: The Calling
- 2010: Basement
- 2010: Pulse (Fernsehfilm)
- 2010: Silent Witness (Fernsehserie, 2 Folgen)
- 2011: The Runaway (Miniserie, 3 Folgen)
- 2012: Damages – Im Netz der Macht (Damages, Fernsehserie, 1 Folge)
- 2012: Case Sensitive (Fernsehserie, 2 Folgen)
- 2012: The Fear (Miniserie, 3 Folgen)
- 2013: Art Is…
- 2013: The Thirteenth Tale (Fernsehfilm)
- 2013: Blandings (Fernsehserie, 1 Folge)
- 2013–2014: The Village (Fernsehserie, 12 Folgen)
- 2014: Die Musketiere (The Musketeers, Fernsehserie, 1 Folge)
- 2015–2019: Into the Badlands (Fernsehserie, 32 Folgen)
- 2016: Hail, Caesar!
- 2017: Daphne
- 2019: Berlin, I Love You
- 2019: Little Joe – Glück ist ein Geschäft (Little Joe)
- 2020: Sulphur and White
- 2021: Outside the Wire
- 2021: The Pursuit of Love (Fernsehserie, 3 Folgen)
- 2021: Cruella
- 2022: 1899 (Fernsehserie, 8 Folgen)
- 2023: Der Pakt (Guy Ritchie’s The Covenant)
- 2023: North Star
- 2023: Stockholm Bloodbath
- 2024: Slingshot
- 2024: Wilhelm Tell (William Tell)

## Auszeichnungen
Internationale Filmfestspiele von Cannes
- 2019: Auszeichnung als Beste Darstellerin (Little Joe – Glück ist ein Geschäft)